# Antica diocesi di Växjö

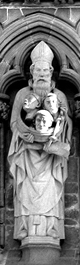
San Sigfrido sulla facciata della Cattedrale di Nidaros, Norvegia

La diocesi di Växjö (in latino: Dioecesis Vexionensis) è una sede soppressa della Chiesa cattolica, poi divenuta una sede della Chiesa di Svezia.

## Territorio
La diocesi comprendeva la contea di Kronoberg e parte di quella di Jönköping.
Sede vescovile era la città di Växjö, dove si trovava la cattedrale di San Giovanni Battista e di San Sigfrido.

## Storia
La diocesi fu eretta nella prima metà dell'XI secolo, quando l'apostolo della Svezia, san Sigfrido evangelizzò queste terre. La missione del santo anglosassone però subì una battuta d'arresto dopo la sua morte, e fu solo con le armi che il re danese Sigurd Jorsalafarer impose il cristianesimo nello Småland dopo il 1126.
Primo vescovo documentato è Stenar, vissuto verso la fine del XII secolo.
Originariamente suffraganea dell'arcidiocesi di Amburgo-Brema, nel 1104 divenne suffraganea di Lund e nel 1164 entrò a far parte della provincia ecclesiastica dell'arcidiocesi di Uppsala.
L'ultimo vescovo in comunione con la Santa Sede fu Ingemar Petri, deceduto il 4 ottobre 1530.

## Cronotassi dei vescovi
- San Sigfrido (Sigvardo) † (? - circa 1030 deceduto)
- Johann †
- Stenar † (prima del 1183 - dopo il 1191 deceduto)
- Johann Ehrengisleson † (1193 - dopo il 1205 deceduto)
- Gregorius † (1221 ? - dopo il 1248 deceduto)
- Forcondus † (prima del 1257 - ?)
- Ascerus † (1266 - 1287 deceduto)
- Boetius I † (prima del 1288 - 1291 deceduto)
- Magnus † (prima del 1295 - 1320 deceduto)
- Boetius II † (marzo 1320 - 1343 deceduto)
- Thomas Johannis † (1343 - circa 1365 deceduto)
- Henricus, O.F.M. † (11 marzo 1377 - 15 novembre 1381 deceduto)
- Petrus Sielindi † (12 febbraio 1382 - ?)
- Hemmingius Laurentii † (14 febbraio 1388 - ? deceduto)
- Eskilus Torstenson † (18 giugno 1410 - ? deceduto)
- Nils Ragvaldsson † (16 gennaio 1426 - 1438 nominato arcivescovo di Uppsala)
- Laurentius Michaelis † (prima del 1440 - dopo il 1465 deceduto)
- Gudmundus Nicolai † (14 ottobre 1468 - 1475 deceduto)
- Nicolaus Olavi † (31 luglio 1475 - 1492)
- Ingemar Petri † (1495 - 4 ottobre 1530 deceduto)